# Tagesgespräch (SRF)
Das Tagesgespräch ist eine Radio-Diskussionssendung des Schweizer Radio und Fernsehens. Die im Jahr 2001 ins Programm aufgenommene Sendung ist Teil des Nachrichten- und Hintergrundformats Rendez-vous und dauert eine halbe Stunde. Sie wird täglich von Montag bis Freitag um 13 Uhr auf Radio SRF 1 und SRF 4 News ausgestrahlt. 
In der Sendung wird ein Studiogast zu einem aktuellen Thema aus Politik, Wirtschaft oder Gesellschaft befragt. Kennzeichnend für das Tagesgespräch ist, dass aufgrund der verhältnismässig langen Dauer mit einem Studiogast ein Thema vertieft und umfassend behandelt werden kann. Die Sendung kann auch als Podcast abonniert werden.
Geleitet wird die Tagesgespräch-Redaktion von Ivana Pribakovic, Gesprächsleiter sind Karoline Arn, Barbara Peter und Marc Lehmann. Zu den früheren Gesprächsleitern der Sendung zählen unter anderem Sonja Hasler, Susanne Brunner und Emil Lehmann.
Die Gespräche werden normalerweise auf Schweizerdeutsch geführt.